# Virganthura crassa
Virganthura crassa är en kräftdjursart som först beskrevs av Barnard 1925.  Virganthura crassa ingår i släktet Virganthura och familjen Leptanthuridae. Inga underarter finns listade i Catalogue of Life.